# Schraden
Schraden é um município da Alemanha, situado no distrito de Elbe-Elster, no estado de Brandemburgo. Tem 16,50 km² de área, e sua população em 2019 foi estimada em 501 habitantes.